# Lijst van gevelstenen in Enkhuizen
Dit is een chronologische, mogelijk incomplete, lijst van gevelstenen in Enkhuizen. De Noord-Hollandse gemeente Enkhuizen kent een groot aantal oude en nieuwe gevelstenen. De gevelstenen die zich in het Zuiderzeemuseum, of de Stadhuiscollectie, bevinden zijn niet opgenomen in dit overzicht. De gevelstenen waarvan de datum van plaatsing of fabricage niet bekend is, staan onderaan de lijst op alfabetische volgorde gesorteerd op adres.
Onder een gevelsteen wordt hier verstaan elk voorwerp dat is ingemetseld in de gevel van een pand in de Nederlandse gemeente Enkhuizen, met een decoratieve functie. Een gevelsteen is bedoeld als herkenningsteken van het pand, doorgaans is het van steen, maar in enkele uitzonderlijke gevallen is het van gips of van hout. In dit overzicht worden driedimensionale gevelbeelden niet meegenomen, deze staan namelijk op de gevel en maken er geen deel van uit.
Voor een volledig overzicht van de beschikbare afbeeldingen zie de categorie Gevelstenen in Enkhuizen op Wikimedia Commons.
| Geplaatst              | Omschrijving | Kunstenaar                | Adres                                             | Plaats     | Materiaal   | Afbeelding |
| ---------------------- | --- | ------------------------- | ------------------------------------------------- | ---------- | ----------- | ---------- |
| 1527                   | Anno 1527, met Andreaskruis en een Bourgondische vuurslag (een liggende B)                                                                                       |                           | Zuiderspui 2                                      | Enkhuizen  | onbekend    |            |
| 1540                   | Cartouche met jaartal, poort met stedenmaagd aan zuidzijde van de Drommedaris                                                                                    |                           | Paktuinen                                         | Enkhuizen  | onbekend    |            |
| 1559                   | Wapen van Filips II | Onbekend                  | Kaasmarkt 8                                       | Enkhuizen  | onbekend    |            |
| 1559                   | Wapen van Holland | Onbekend                  | Kaasmarkt 8                                       | Enkhuizen  | onbekend    |            |
| 1559                   | Wapen van Enkhuizen | Onbekend                  | Kaasmarkt 8                                       | Enkhuizen  | onbekend    |            |
| 1559                   | Jaarsteen met "schilddrager" | Onbekend                  | Kaasmarkt 8                                       | Enkhuizen  | onbekend    |            |
| 1559                   | Justitia, Hoop, Geloof, Liefde en Kracht | Onbekend                  | Kaasmarkt 8                                       | Enkhuizen  | onbekend    |            |
| 1559                   | Filips II of mannenkopje | Onbekend                  | Kaasmarkt 8                                       | Enkhuizen  | onbekend    |            |
| 1559                   | Maria Tudor of Elisabeth van Valois of vrouwenkopje | Onbekend                  | Kaasmarkt 8                                       | Enkhuizen  | onbekend    |            |
| 1583                   | Dits int waterschip |                           | Oosterhavenstraat 18                              | Enkhuizen  | onbekend    |            |
| 1595                   | Mavritivs De Nassav |                           | Westerstraat 197                                  | Enkhuizen  | onbekend    |            |
| 16e eeuw               | Herinneringstekst over mislukte aanval van Geldersen op Enkhuizen                                                                                                |                           |                                                   | Enkhuizen  | onbekend    |            |
| 16e eeuw               | Wapen familie Maelson, afkomstig uit het huis van stadsdokter Franciscus Maelson, geboren als Frans Maakschoon.                                                  | Onbekend                  | Maelsonkade 1, zijde Compagniekade                | Enkhuizen  | onbekend    |            |
| 1603                   | Portaal van de Westerkerk met diamanten en rozen |                           | Westerstraat 136                                  | Enkhuizen  | natuursteen |            |
| 1608                   | Vrouwenkop (stadzijde) | Onbekend                  | Vest, Boerenboom                                  | Enkhuizen  | onbekend    |            |
| 1608                   | Leeuwenkop (landzijde) | Onbekend                  | Vest, Boerenboom                                  | Enkhuizen  | onbekend    |            |
| 1611                   | Jaartalsteen |                           | Westerstraat 125                                  | Enkhuizen  | onbekend    |            |
| 1611                   | Wapen van West-Friesland |                           | Westerstraat 125                                  | Enkhuizen  | onbekend    |            |
| 1611                   | Wapen van Enkhuizen |                           | Westerstraat 125                                  | Enkhuizen  | onbekend    |            |
| 1611                   | Buste van Prins Maurits |                           | Westerstraat 125                                  | Enkhuizen  | onbekend    |            |
| 1611                   | Duivelskopjes |                           | Westerstraat 125                                  | Enkhuizen  | onbekend    |            |
| 1611                   | Dolfijnen |                           | Westerstraat 125                                  | Enkhuizen  | onbekend    |            |
| 1613                   | Jaartalsteen | Onbekend                  | Dijk 84                                           | Enkhuizen  | onbekend    |            |
| 1614                   | Statenleeuw met zwaard en zeven pijlen |                           | Westerstraat 9                                    | Enkhuizen  | onbekend    |            |
| 1614                   | Jaartalsteen |                           | Westerstraat 9                                    | Enkhuizen  | onbekend    |            |
| 1614                   | Leeuwenkop |                           | Westerstraat 9                                    | Enkhuizen  | onbekend    |            |
| 1614                   | Kan |                           | Westerstraat 9                                    | Enkhuizen  | onbekend    |            |
| 1615                   | Wapen van Enkhuizen in Staverse poort |                           | Wierdijk tegenover 12                             | Enkhuizen  | onbekend    |            |
| 1616                   | Weeshuis / Wezenschool in lijst. De voorstelling zelf is een replica uit 1905                                                                                    | onbekend                  | Westerstraat 111                                  | Enkhuizen  | onbekend    |            |
| 1616                   | Weesjongen en -meisje op een poort, ramskoppen en siergordijn in het fries, aan de zijkanten putti, in de zuilen gerookte haringen en in de voeten leeuwenkoppen | onbekend                  | Westerstraat 111                                  | Enkhuizen  | onbekend    |            |
| 1617                   | Fries met daarin het jaartal, het wapen van West-Friesland, het wapen van prins Maurits, twee bloemen en twee maskers                                            |                           | Westerstraat 158                                  | Enkhuizen  | onbekend    |            |
| 1617                   | Wapen van Holland en Dar was Iacobs Waterpvt | onbekend                  | Westerstraat 158                                  | Enkhuizen  | onbekend    |            |
| 1617                   | Wapen van Enkhuizen | onbekend                  | Westerstraat 158                                  | Enkhuizen  | onbekend    |            |
| 1618                   | Zuidelijke portaal: jaartal |                           | Zuiderkerk                                        | Enkhuizen  | onbekend    |            |
| 1619                   | Jaartalsteen in cartouche en twee kopjes van mogelijk het echtpaar dat het pand liet bouwen                                                                      | onbekend                  | Breedstraat 102                                   | Enkhuizen  | onbekend    |            |
| 1620                   | Jaartalsteen |                           | Wierdijk 18                                       | Enkhuizen  | onbekend    |            |
| 1623                   | Twee schepen in aanbouw, een VOC-schip en een cherubijntje | onbekend                  | Breedstraat 32                                    | Enkhuizen  | onbekend    |            |
| 1624                   | Jaartalsteen |                           | Zuider Havendijk 84                               | Enkhuizen  | onbekend    |            |
| 1625                   | Jaartalstenen |                           | Westerstraat 92                                   | Enkhuizen  | onbekend    |            |
| 1625                   | Jaartalsteen |                           | Wierdijk 12                                       | Enkhuizen  | onbekend    |            |
| 1625                   | 4 kinderkopjes en 2 volwassenkopjes Pieter van Berensteyn en gezin                                                                                               |                           | Wierdijk 12                                       | Enkhuizen  | onbekend    |            |
| 1625                   | De kost Gaet voor de Baet uyt |                           | Wierdijk 12                                       | Enkhuizen  | onbekend    |            |
| 1625                   | Jezus en discipelen aan het vissen |                           | Wierdijk 12                                       | Enkhuizen  | onbekend    |            |
| 1625                   | Twee liggende leeuwen |                           | Wierdijk 12                                       | Enkhuizen  | onbekend    |            |
| 1625                   | Rebuspoortje: Die benyt een ander syn profyt, die quelt syn vleesch en verslyt syn tyt. Alleen de onderstreepte letters staan in het schild.                     |                           | Wierdijk 13                                       | Enkhuizen  | onbekend    |            |
| 1625                   | Medaillon met krijger en een vrouw |                           | Wierdijk 13                                       | Enkhuizen  | onbekend    |            |
| 1625                   | Borstbeeld van een man en een van een vrouw |                           | Wierdijk 13                                       | Enkhuizen  | onbekend    |            |
| 1625                   | 2 hoorns der overvloeds |                           | Wierdijk 13                                       | Enkhuizen  | onbekend    |            |
| 1625                   | Leeuw met gouden bol op een rots |                           | Wierdijk 13                                       | Enkhuizen  | onbekend    |            |
| 1625                   | Saterkop |                           | Wierdijk 13                                       | Enkhuizen  | onbekend    |            |
| 1626                   | Contente ment passe-rychesse (Tevredenheid gaat boven rijkdom) in jonger pand geplaatst                                                                          | Onbekend                  | Dijk 32                                           | Enkhuizen  | onbekend    |            |
| 1626                   | Bustes van een man en vrouw met jaartalsteen |                           | Wierdijk 16                                       | Enkhuizen  | onbekend    |            |
| 1636                   | d'Enkhuizer Maeght 1636, ongewone voorstelling van de Enkhuizer stedenmaagd met de haringen naar de toenmalige verkeerde kant gekeerd                            | onbekend                  | Breedstraat 81                                    | Enkhuizen  | onbekend    |            |
| 1639                   | De Gekroonde Oven | Onbekend                  | Sint Janstraat 9                                  | Enkhuizen  | onbekend    |            |
| 1639                   | De drie Haringen | Onbekend                  | Sint Janstraat 9                                  | Enkhuizen  | onbekend    |            |
| 1639                   | Noordoostelijke portaal |                           | Zuiderkerk                                        | Enkhuizen  | onbekend    |            |
| 1640                   | In de Eendraght, statenleeuw met zwaard en zeven pijlen en een jaartalsteen                                                                                      | onbekend                  | Breedstraat 121                                   | Enkhuizen  | onbekend    |            |
| 1643                   | Schip, twee leeuwen met cartouche, koptjes en jaartalstenen | onbekend                  | Breedstraat 60                                    | Enkhuizen  | onbekend    |            |
| 1644                   | Afgetuigd schip |                           | Westerstraat 230                                  | Enkhuizen  | onbekend    |            |
| 1644                   | Wapen van familie Haak |                           | Westerstraat 230                                  | Enkhuizen  | onbekend    |            |
| 1644                   | Anno en jaartal |                           | Westerstraat 230                                  | Enkhuizen  | onbekend    |            |
| 1644                   | Twee leeuwen |                           | Westerstraat 230                                  | Enkhuizen  | onbekend    |            |
| 1646                   | De Vijfhoek en jaartalsteen, gevelsteen is jonger dan het pand, ster verwijst naar de brouwerij                                                                  | onbekend                  | Dijk 72                                           | Enkhuizen  | onbekend    |            |
| 1646                   | Dit is in 't Hof (herplaatsing) |                           | Westerstraat 175                                  | Enkhuizen  | onbekend    |            |
| 1649                   | Jaartalsteen, voor eerste verhoging van de Drommedaris, met poort en stedenmaagd                                                                                 |                           | Paktuinen 1                                       | Enkhuizen  | onbekend    |            |
| 1650                   | Jaartalsteen |                           | Westerstraat 173                                  | Enkhuizen  | onbekend    |            |
| 1650                   | De Karseboom en Anno 1650 |                           | Zuider Havendijk 38                               | Enkhuizen  | onbekend    |            |
| 1650                   | Boogtrommel |                           | Zuider Havendijk 38                               | Enkhuizen  | onbekend    |            |
| ±1650                  | Stedenmaagd uit vorige stadhuis | Onbekend                  | Zwaanstraat                                       | Enkhuizen  | onbekend    |            |
| 1657                   | Jaartalsteen |                           | Vissersdijk 44                                    | Enkhuizen  | onbekend    |            |
| 1657                   | Twee windrozen met Anno 1657 |                           | Zuiderspui 4                                      | Enkhuizen  | onbekend    |            |
| 1659                   | Jaartalsteen |                           | Westerstraat 65                                   | Enkhuizen  | onbekend    |            |
| 1686                   | Jaartalsteen in fronton van Diakenskamer |                           | Zuiderkerk                                        | Enkhuizen  | onbekend    |            |
| 1687                   | Wapen van Enkhuizen | Pieter van der Plassche   | Breedstraat 53                                    | Enkhuizen  | onbekend    |            |
| 1687                   | Gedicht van Joost van den Vondel | Pieter van der Plassche   | Breedstraat 53                                    | Enkhuizen  | onbekend    |            |
| 1687                   | Cartouche: Candide et Constanter tussen twee putti | Pieter van der Plassche   | Breedstraat 53                                    | Enkhuizen  | onbekend    |            |
| 1683                   | Jaartalsteen in de vorm van een lint | onbekend                  | Bocht 15                                          | Enkhuizen  | onbekend    |            |
| 1686                   | Jaartalsteen in cartouche en 4 guirlandes |                           | Westerstraat 17                                   | Enkhuizen  | onbekend    |            |
| 1689                   | Jaartalsteen in cartouche | Onbekend                  | Torenstraat 20                                    | Enkhuizen  | onbekend    |            |
| 17e eeuw               | Goudsmidshand met huldeketen | onbekend                  | Westerstraat 64 (achterzijde)                     | Enkhuizen  | onbekend    |            |
| 17e eeuw               | Drie haringen | onbekend                  | Dijk 58                                           | Enkhuizen  | onbekend    |            |
| 17e eeuw               | Wapen van Hoorn |                           | Zuiderspui 1                                      | Enkhuizen  | onbekend    |            |
| 17e eeuw               | Wapen van prins Maurits |                           | Zuiderspui 1                                      | Enkhuizen  | onbekend    |            |
| 17e eeuw               | Wapen van West-Friesland |                           | Zuiderspui 1                                      | Enkhuizen  | onbekend    |            |
| 17e eeuw               | Wapen van Enkhuizen |                           | Zuiderspui 1                                      | Enkhuizen  | onbekend    |            |
| 17e eeuw               | Wapen van Medemblik |                           | Zuiderspui 1                                      | Enkhuizen  | onbekend    |            |
| 1700                   | Cartouche met namen van stichters Vuurtoren De Ven | onbekend                  | Oosterdijk 5E                                     | Oosterdijk | Marmer      |            |
| 1730                   | Jaartal onder fronton |                           | Westerstraat - Koepoort                           | Enkhuizen  | onbekend    |            |
| 1737                   | Jaartalsteen |                           | Melkmarkt 2                                       | Enkhuizen  | onbekend    |            |
| 1741                   | Kuif met cartouche waarin het verhaal van Nieuwsgierig Aagje (boven poort)                                                                                       | Onbekend                  | Dijk 34-36                                        | Enkhuizen  | onbekend    |            |
| 1741                   | Alliantiewapen van Dirk Semeyns-van Loosen en Maria Bontekoning                                                                                                  | Onbekend                  | Dijk 34-36                                        | Enkhuizen  | onbekend    |            |
| 1747                   | Vazen en kuif in Lodewijk XV-stijl (op theekoepel) | Onbekend                  | Dijk 34-36                                        | Enkhuizen  | onbekend    |            |
| 1747                   | Vazen in respectievelijk Lodwijk XVI en XIV-stijl. | Onbekend                  | Dijk 34-36                                        | Enkhuizen  | onbekend    |            |
| 1747                   | Cartouche met voorstelling van Amor | Onbekend                  | Dijk 34-36                                        | Enkhuizen  | onbekend    |            |
| 1750                   | Romeinse cijfers in de notatie: CIƆ IƆ CC L |                           | Westerstraat 66                                   | Enkhuizen  | onbekend    |            |
| 1768                   | Sluitsteen met daarin jaartal, geplaatst naar aanleiding van een verbouwing in binnenplaats                                                                      | onbekend                  | Bierkade                                          | Enkhuizen  | onbekend    |            |
| 1772                   | Sluitsteen in doorvaart in Spaansleger naar Driebanen |                           | nabij Spaansleger 37                              | Enkhuizen  | onbekend    |            |
| 1790                   | Jaartalsteen (zowel land- als stadzijde) | Vest, Oude Gouwsboom      |                                                   | Enkhuizen  | onbekend    |            |
| 1792                   | Hofje van Glas | Onbekend                  | Paktuinen 75                                      | Enkhuizen  | onbekend    |            |
| 1827                   | Gedenkstenen bouw van de sluizen | Onbekend                  | Havenweg ongenummerd                              | Enkhuizen  | onbekend    |            |
| 1849                   | Stichtingssteen |                           | Westerstraat 73                                   | Enkhuizen  | onbekend    |            |
| 1861                   | Geloof, Hoop en Liefde. In de vorm van pilasters nog de Deugd en Vroomheid                                                                                       | onbekend                  | Breedstraat 47                                    | Enkhuizen  | onbekend    |            |
| 1869                   | Sluitsteen, eerste steen | onbekend                  | Torenstraat 1                                     | Enkhuizen  | onbekend    |            |
| 1876                   | Post & Telegraafkantoor |                           | Zuiderkerkplein 9                                 | Enkhuizen  | onbekend    |            |
| 1879                   | Rijks Getijmeter | onbekend                  | Havenweg ongenummerd                              | Enkhuizen  | onbekend    |            |
| 1880                   | Diamant | Onbekend                  | Vest, brug in Omgelegde Burgwal                   | Enkhuizen  | onbekend    |            |
| 1884                   | Fronton met jaartal | Onbekend                  | Westerstraat 114                                  | Enkhuizen  | onbekend    |            |
| 1886                   | Jaartalsteen |                           | Stationsplein 2                                   | Enkhuizen  | onbekend    |            |
| 1886                   | S.S. (Staats Spoorwegen) |                           | Stationsplein 2                                   | Enkhuizen  | onbekend    |            |
| 1886                   | Posterijen |                           | Stationsplein 2                                   | Enkhuizen  | onbekend    |            |
| 1886                   | S.S. (Staats Spoorwegen) |                           | nabij Stationsplein 2                             | Enkhuizen  | onbekend    |            |
| 1889                   | Jaartalsteen en leeuwenkoppen |                           | Melkmarkt 3                                       | Enkhuizen  | onbekend    |            |
| 1889                   | Plaquette ter herinnering aan de stichting van het Snouck van Loosenziekenhuis                                                                                   |                           | Vijzelstraat 24                                   | Enkhuizen  | onbekend    |            |
| 1890                   | Jaartalsteen, ter herinnering aan verbouwing | Onbekend                  | Dijk 90                                           | Enkhuizen  | onbekend    |            |
| 1892                   | Snouck van Loosenstichting, in de achtergevel van het Snouck van Loosenhuis                                                                                      | Onbekend                  | Dijk 34-36                                        | Enkhuizen  | onbekend    |            |
| 19e eeuw               | Karel V en Filips II (overplaatsing uit slooppand) |                           | Westerstraat 197                                  | Enkhuizen  | onbekend    |            |
| 1900                   | Wapen van Jan Laurentsz van Loosen |                           | Vijzelstraat 24                                   | Enkhuizen  | onbekend    |            |
| 1900                   | Wapen van Samuel Snouck |                           | Vijzelstraat 24                                   | Enkhuizen  | onbekend    |            |
| 1900                   | Wapen van Enkhuizen |                           | Vijzelstraat 24                                   | Enkhuizen  | onbekend    |            |
| 1900                   | Abr. Sluis Zaadhandel |                           | Westerstraat 206                                  | Enkhuizen  | onbekend    |            |
| 1902                   | Rijks-Hoogere-Burgerschool |                           | Westerstraat 129                                  | Enkhuizen  | onbekend    |            |
| 1906                   | Spelende kinderen en een pelikaan |                           | Westerstraat 111b                                 | Enkhuizen  | onbekend    |            |
| 1909                   | Incept MCDL Perfecta MDXXXIII Renovata MCMIX |                           | Kerktoren Zuiderkerk                              | Enkhuizen  | onbekend    |            |
| 1921 en 2002 (replica) | Herinneringsmozaïk |                           | Molenweg 78                                       | Enkhuizen  | onbekend    |            |
| 1923                   | Gedenksteen van een lagere school uit 1923 | onbekend                  | Kuipersdijk 52E                                   | Enkhuizen  | onbekend    |            |
| 1925                   | Enfin |                           | Vrijdom 7                                         | Enkhuizen  | onbekend    |            |
| 1926                   | PIAE MEMORIAE D.BERNARDI PALUDANI STENOVINCENSIS ANTIQUARII MEDICI HIC DENATI Ao MDCXXXIII                                                                       |                           | Westerstraat 65                                   | Enkhuizen  | onbekend    |            |
| 1932                   | Eerste steen uitbreiding Snouck van Loosenziekenhuis |                           | Vijzelstraat 24 (verwijderd bij sloop)            | Enkhuizen  | onbekend    |            |
| 1938                   | Steenwijkspijp |                           | Westerstraat 259                                  | Enkhuizen  | onbekend    |            |
| 1946                   | Wapen van Enkhuizen | onbekend                  | Havenweg 3                                        | Enkhuizen  | onbekend    |            |
| ± 1960                 | Enckhviser Haringbvis | Jan de Vries              | Bocht 2                                           | Enkhuizen  | onbekend    |            |
| 1972                   | Drie wapenschilden (familie Verploegh, alliantiewapen Verploeg-Chassé, familie Chassé) en een uil, geplaatst door Alexander Verploegh-Chassé                     | onbekend                  | Bocht 17                                          | Enkhuizen  | onbekend    |            |
| 1977                   | Tussen Hemel en Aarde | Han Sterk                 | Wierdijk 25                                       | Enkhuizen  | onbekend    |            |
| 1985                   | Sluitsteen in doorvaart in Spaansleger naar Staaleversgracht |                           | Spaansleger                                       | Enkhuizen  | onbekend    |            |
| 1985 (reproductie)     | Stedenmaagd | Han Sterk                 | Westerstraat - Koepoort                           | Enkhuizen  | onbekend    |            |
| ±1985                  | Zeemeermin en een centaur | Onbekend                  | Torenstraat 9                                     | Enkhuizen  | onbekend    |            |
| 1987 (?)               | Wat eigen handen maken geeft voldoending |                           | Noordergracht 3                                   | Enkhuizen  | onbekend    |            |
| 1994                   | Danseres | onbekend                  | Breedstraat 30                                    | Enkhuizen  | onbekend    |            |
| 1995                   | Gedenksteen 400 jaar Enkhuizer Almanak: ENKHUIZER ALMANAK CCCC JAAR UW WEGWIJZER EN GIDS ( de vetgedrukte letters opgeteld vormen het jaartal 1995)              | Bernard Grothues          | Havenweg 1                                        | Enkhuizen  | onbekend    |            |
| 1997                   | Badend | Obe van der Kleij         | Wilhelminaplantsoen 6                             | Enkhuizen  | onbekend    |            |
| 1998                   | Post Hoc Ergo Propter Hoc (Na de gebeurtenis geven we ons rekenschap van wat de gebeurtenis veroorzaakte)                                                        | Rita Mens-Hokkeling       | Wierdijk 26                                       | Enkhuizen  | onbekend    |            |
| Jaren 1990             | Aannemer aan het werk |                           | Westeinde 92                                      | Enkhuizen  | onbekend    |            |
| 20e eeuw               | Rijkswapen | onbekend                  | Havenweg 29                                       | Enkhuizen  | onbekend    |            |
| 20e eeuw               | Herdenkingssteen Piae Memoriae Bernardi Paludani Antiquariii Medici de nati Anno MDCXXXIII                                                                       | Onbekend                  | Kaasmarkt 8                                       | Enkhuizen  | onbekend    |            |
| 2001                   | Jaartalsteen | Onbekend                  | Oude Gracht 47                                    | Enkhuizen  | onbekend    |            |
| 2007                   | עץ החיים (De boom des levens) Minkowsky | Onbekend                  | Hoogstraat 6                                      | Enkhuizen  | onbekend    |            |
| 2008                   | Boot met vogel | Gerard Ariëns             | Paktuinen 57                                      | Enkhuizen  | onbekend    |            |
| 2011                   | De Twee Kronen (de kronen verwijzen naar de twee kinderen) | Onbekend                  | Oude Gracht 45                                    | Enkhuizen  | onbekend    |            |
| 2014                   | Jaartalsteen met naam opdrachtgever | Onbekend                  | Paktuinen (vh. 71) in doorgang naar Ridderstraat  | Enkhuizen  | onbekend    |            |
| 2014                   | Gemerkte bakstenen | Scholtens                 | Johanna de Vriesstraat                            | Enkhuizen  | onbekend    |            |
| 2014                   | Plaquette geschiedenis van de Paktuinen | Onbekend                  | Paktuinen 93                                      | Enkhuizen  | onbekend    |            |
| 21e eeuw               | Tuinlust | Onbekend                  | Driebanen 14                                      | Enkhuizen  | onbekend    |            |
| onbekend               | Boogveld | onbekend                  | Van Bleiswijkstraat 42                            | Enkhuizen  | onbekend    |            |
| onbekend               | Naamsteen: De Wieke | onbekend                  | Van Bleiswijkstraat 74                            | Enkhuizen  | onbekend    |            |
| onbekend               | Ooievaar, als verwijzing naar een vroedmeester of vroedvrouw | onbekend                  | Bocht 4                                           | Enkhuizen  | onbekend    |            |
| onbekend               | Zwaan | onbekend                  | Breedstraat 42                                    | Enkhuizen  | onbekend    |            |
| onbekend               | 1753 in Romeinse cijfers | onbekend                  | Breedstraat 44                                    | Enkhuizen  | onbekend    |            |
| onbekend               | Naamsteen: De Vergulde Valk | onbekend                  | Breedstraat 48                                    | Enkhuizen  | onbekend    |            |
| onbekend               | Stadswapen | onbekend                  | Breedstraat 59                                    | Enkhuizen  | onbekend    |            |
| onbekend               | De Hanepoot, familiewapen van Cornelis Albertsz. Brouwer, eigenaar brouwerij De Hanepoot                                                                         | onbekend                  | Breedstraat 77                                    | Enkhuizen  | onbekend    |            |
| onbekend               | Wapen van familie De Wit | onbekend                  | Breedstraat 166                                   | Enkhuizen  | onbekend    |            |
| onbekend               | Cornelia | onbekend                  | Buyskesweg 1                                      | Enkhuizen  | onbekend    |            |
| onbekend               | Bloemlust | onbekend                  | Burgwal 30                                        | Enkhuizen  | onbekend    |            |
| onbekend               | Fortuna | Jan de Vries              | Dijk 62                                           | Enkhuizen  | onbekend    |            |
| onbekend               | De Witte Hulck | onbekend                  | Dijk 82                                           | Enkhuizen  | onbekend    |            |
| onbekend               | Weltevreden | onbekend                  | Handvastwater 36                                  | Enkhuizen  | onbekend    |            |
| onbekend               | Twee kant-klossende vrouwen | Klazien Wiggerts-Lefering | Harspstraat 4                                     | Enkhuizen  | onbekend    |            |
| onbekend               | Musketier | Klazien Wiggerts-Lefering | Harspstraat 4                                     | Enkhuizen  | onbekend    |            |
| Onbekend               | Petrus, overgeplaatst van een pand aan de Vissersdijk | onbekend                  | Havenweg 3                                        | Enkhuizen  | onbekend    |            |
| Onbekend               | Monogram VOC-Kamer Enkhuizen | onbekend                  | Kade 1                                            | Enkhuizen  | onbekend    |            |
| Onbekend               | Haan en buldog | Onbekend                  | Kalksteiger 2                                     | Enkhuizen  | onbekend    |            |
|                        | CJNB, hoort bij Den Vetten Os | onbekend                  | Karnemelksluis 1                                  | Enkhuizen  | onbekend    |            |
|                        | Den Vetten Os | Onbekend                  | Karnemelksluis 1, zijde Peperstraat               | Enkhuizen  | onbekend    |            |
| Onbekend               | Haan en buldog | Onbekend                  | Korte Tuinstraat                                  | Enkhuizen  | onbekend    |            |
|                        | Sonnevanck |                           | Kuipersdijk 77                                    | Enkhuizen  | onbekend    |            |
|                        | Weegschaal |                           | Maelsonweg 2                                      | Enkhuizen  | onbekend    |            |
|                        | Rijtuig in Aziatische stijl, ingemetseld tafelblad |                           | Maelsonweg 2                                      | Enkhuizen  | onbekend    |            |
|                        | Die Vleghande tydt |                           | Kuipersdijk 18                                    | Enkhuizen  | onbekend    |            |
|                        | Haan en buldog |                           | Molenweg 69                                       | Enkhuizen  | onbekend    |            |
|                        | Gedenksteen |                           | Nanne Sluisstraat, ongenummerd                    | Enkhuizen  | onbekend    |            |
|                        | Drie koppen |                           | Nieuwstraat 8                                     | Enkhuizen  | onbekend    |            |
|                        | Drie koppen met ornament |                           | Nieuwstraat 12                                    | Enkhuizen  | onbekend    |            |
|                        | Als ♥ tot so lyden myd werkt en stryd de goede |                           | Nieuwstraat 13                                    | Enkhuizen  | onbekend    |            |
|                        | Gereedschappen |                           | Nieuwstraat 15                                    | Enkhuizen  | onbekend    |            |
|                        | Borstbeeld |                           | Nieuwstraat 15                                    | Enkhuizen  | onbekend    |            |
|                        | Frijomaja | onbekend                  | Noordergracht 12                                  | Enkhuizen  | onbekend    |            |
|                        | Ambachten |                           | Noordergracht 68                                  | Enkhuizen  | onbekend    |            |
|                        | Haan en buldog |                           | Ooievaarsteiger 2                                 | Enkhuizen  | onbekend    |            |
|                        | Alliantiewapen West-Friesland en Drechterland (nu aan gevel Grote Oost 6 te Hoorn)                                                                               |                           | Oosterdijk 21E                                    | Oosterdijk | onbekend    |            |
|                        | Alst het godt behaagt beter beniet als beclat Sei moeten mei laetn lefen mi benieden en niet ein gheven                                                          |                           | Oosterhavenstraat 8 (van origine Vijzelstraat 54) | Enkhuizen  | onbekend    |            |
|                        | Haringbuis |                           | Oosterhavenstraat 11                              | Enkhuizen  | onbekend    |            |
|                        | Terwijl het stof woont op het land dat blijft, wordt een Jood teruggeleid naar de Rechter van de oogst                                                           |                           | bij Oranjestraat 16-24                            | Enkhuizen  | onbekend    |            |
|                        | Ora et labora |                           | Oude Gracht 73                                    | Enkhuizen  | onbekend    |            |
|                        | Knoester | Onbekend                  | Parklaan 12A                                      | Enkhuizen  | onbekend    |            |
|                        | Rat van Aventtvre | Onbekend                  | Prinsengracht 3                                   | Enkhuizen  | onbekend    |            |
|                        | Keizerskroon | Onbekend                  | Prinsenstraat 12                                  | Enkhuizen  | onbekend    |            |
|                        | Kok-de Haan | Onbekend                  | Prinsenstraat 15                                  | Enkhuizen  | onbekend    |            |
| onbekend               | Woerd ('t Woort stat fast) | onbekend                  | Prinsenstraat 23                                  | Enkhuizen  | onbekend    |            |
| onbekend               | De drie Haringen | Onbekend                  | Sint Janstraat 9                                  | Enkhuizen  | onbekend    |            |
| Onbekend               | Ons Genoegen |                           | Spaansleger 8                                     | Enkhuizen  | onbekend    |            |
| Onbekenbd              | Groen van Prinsteren-school v. Chr. U.L.O. |                           | Spaansleger 31                                    | Enkhuizen  | onbekend    |            |
|                        | Haan en buldog | onbekend                  | Sijbrandsplein 2A                                 | Enkhuizen  | onbekend    |            |
|                        | Gereedschap | Onbekend                  | Torenstraat 1                                     | Enkhuizen  | onbekend    |            |
|                        | Rijksmagazijn |                           | Tussen twee havens                                | Enkhuizen  | onbekend    |            |
|                        | Siermetselwerk als reclame-uiting voor Wijnhandel Sleutel |                           | Venedie 19                                        | Enkhuizen  | onbekend    |            |
|                        | Coöperatieve IJsfabriek "West-Friesland" |                           | Vette Knol 121                                    | Enkhuizen  | onbekend    |            |
|                        | Swanen Bvrch |                           | Vierbeentjes 3                                    | Enkhuizen  | onbekend    |            |
|                        | Haan en buldog |                           | Vierbeentjes 12                                   | Enkhuizen  | onbekend    |            |
|                        | A.J. Textor (in een baksteen) |                           | Vissersdijk 11                                    | Enkhuizen  | onbekend    |            |
|                        | Luxe Brood en Koekbakkery Algemeen Belang" |                           | Vissersdijk 36                                    | Enkhuizen  | onbekend    |            |
|                        | Vissersboot met twee vissers en de netten op het strand |                           | Vissersdijk 39                                    | Enkhuizen  | onbekend    |            |
|                        | Beschadigde steen met opschrift |                           | Vijzelstraat 23                                   | Enkhuizen  | onbekend    |            |
|                        | Ridder te paard |                           | Vijzelstraat 27                                   | Enkhuizen  | onbekend    |            |
|                        | Plaquette Dr. H.C. van der Lee |                           | Vijzelstraat 24                                   | Enkhuizen  | onbekend    |            |
|                        | Malkontents Ruitter (Ontevreden Ruiter) |                           | Waagstraat 7                                      | Enkhuizen  | onbekend    |            |
|                        | Fortuna |                           | Waagstraat 20                                     | Enkhuizen  | onbekend    |            |
|                        | Rat van Avontture (replica) |                           | Westeinde 131                                     | Enkhuizen  | onbekend    |            |
|                        | Voetverzorging |                           | Westeinde 192                                     | Enkhuizen  | onbekend    |            |
|                        | JHS |                           | Westeinde 168                                     | Enkhuizen  | onbekend    |            |
|                        | Ossenkop (teken van het Schoenmakers- en huidenkopersgilde) |                           | Westerstraat 15                                   | Enkhuizen  | onbekend    |            |
|                        | Lege medaillons in kroonlijst |                           | Westerstraat 40                                   | Enkhuizen  | onbekend    |            |
|                        | Een rood paard |                           | Westerstraat 60, hoek Roopaardsteiger             | Enkhuizen  | onbekend    |            |
|                        | Dolfijnen en guirlande in geveltop |                           | Westerstraat 65                                   | Enkhuizen  | onbekend    |            |
|                        | Lege wapenschilden in kroonlijst |                           | Westerstraat 84                                   | Enkhuizen  | onbekend    |            |
|                        | Alliantiewapen Buyskes en Verbruggen |                           | Westerstraat 91                                   | Enkhuizen  | onbekend    |            |
|                        | Egelantier |                           | Westerstraat 92                                   | Enkhuizen  | onbekend    |            |
|                        | Mannen- en vrouwenkopje in sluitstenen |                           | Westerstraat 92                                   | Enkhuizen  | onbekend    |            |
|                        | Kinderkopje in voet geveltop |                           | Westerstraat 92                                   | Enkhuizen  | onbekend    |            |
| 20e eeuw               | Spes nostra |                           | Westerstraat 109                                  | Enkhuizen  | onbekend    |            |
|                        | Leeg alliantiewapen van de familie Haak |                           | Westerstraat 121                                  | Enkhuizen  | onbekend    |            |
|                        | Sluitsteen |                           | Westerstraat 126                                  | Enkhuizen  | onbekend    |            |
|                        | Het Nut |                           | Westerstraat 127                                  | Enkhuizen  | onbekend    |            |
|                        | Engeltje |                           | Westerstraat 137                                  | Enkhuizen  | hout        |            |
|                        | Mollen sagen geren |                           | Westerstraat 153                                  | Enkhuizen  | onbekend    |            |
|                        | Wapen van Enkhuizen (2x) in sluitstenen van Nieuwmarktspijp |                           | Westerstraat ongenummerd                          | Enkhuizen  | onbekend    |            |
|                        | Granaatappel met ster |                           | Westerstraat 162                                  | Enkhuizen  | onbekend    |            |
|                        | Wapen met wortels |                           | Westerstraat 195                                  | Enkhuizen  | hout        |            |
|                        | Kopje in een moustache |                           | Westerstraat 198                                  | Enkhuizen  | onbekend    |            |
|                        | De Jonas |                           | Westerstraat 203                                  | Enkhuizen  | onbekend    |            |
|                        | Verschillende motieven uit de zaadteelt |                           | Westerstraat 217                                  | Enkhuizen  | onbekend    |            |
|                        | Nooitgedacht |                           | Westerstraat 225                                  | Enkhuizen  | onbekend    |            |
|                        | Fortuna |                           | Westerstraat 226                                  | Enkhuizen  | onbekend    |            |
| 1600 of 1700           | In de Meermin |                           | Wierdijk 17                                       | Enkhuizen  | onbekend    |            |
|                        | In het Hebreeuws: Wij zullen verzadigd worden met het goede van Uw Huis, met het Heilige van Uw Paleis                                                           |                           | Zuiderhavendijk 25                                | Enkhuizen  | onbekend    |            |
|                        | Engelenkopje |                           | Zuider Havendijk 42                               | Enkhuizen  | onbekend    |            |
|                        | Bovenzijde van een Franse lelie |                           | Zuider Havendijk 86                               | Enkhuizen  | onbekend    |            |
|                        | Boegbeeld en windwijzer |                           | Zuider Havendijk 101                              | Enkhuizen  | onbekend    |            |
|                        | Noordoostelijke portaal |                           | Zuiderkerk                                        | Enkhuizen  | onbekend    |            |
|                        | Kinderen op een ladder |                           | Zuiderkerkplein 5                                 | Enkhuizen  | onbekend    |            |